# Araks Yerevan
El Araks Yerevan fue un equipo de fútbol de Armenia que alguna vez jugó en la Liga Premier de Armenia, primera división de fútbol en el país.

## Historia
Fue fundado en el año 1960 en la ciudad de Ereván cuando el territorio formaba parte de la Unión Soviética, y durante ese periodo fue campeón de liga en cuatro ocasiones y ganó la copa local en una ocasión en 1968.
El club desaparece tras la caída de la Unión Soviética y la independencia de Armenia.

## Palmarés
- Liga Soviética de Armenia: 4

1965, 1967, 1968, 1977
- Copa Soviética de Armenia: 1

1968